# RE (motorfiets)
RE is een historisch merk van motorfietsen.
Norcroft Engineering, Hove. 
Dit Britse bedrijf presenteerde in 1998 de RE Interceptor Series V. Dit was een V-twin met cilinders van de 500 cc Enfield Bullet. De letters RE stonden voor Royal Enfield. Dit merk had in de jaren zestig een 750 cc-model met de naam Interceptor.